# Újezd u Černé Hory
Újezd u Černé Hory é uma comuna checa localizada na região de Morávia do Sul, distrito de Blansko.